# Shanghai Kiss
Shanghai Kiss (Brasil: 	O Amor em Beverly Hills ) é um filme estadunidense de comédia dramática e comédia romântica lançado diretamente em vídeo em 2007, dirigido por Kern Konwiser e David Ren. Foi lançado em DVD em 9 de outubro de 2007. Hayden Panettiere ganhou o prêmio de longa-metragem no Newport Beach Film Festival por seu papel como Adelaide. O filme segue Liam Liu (Ken Leung), um ator chinês-americano que mora em Los Angeles, involuntariamente se envolve com uma garota do ensino médio. De repente, ele tem que ir para a China depois de ser informado pelo pai que herdou a casa da avó em Xangai. Ele não aprecia muito suas raízes chinesas e, a princípio, só quer vender a casa e voltar aos EUA o mais rápido possível. Ele experimenta os costumes chineses depois de conhecer uma garota lá e acaba tendo grandes decisões a tomar.

## Sinopse
Liam Liu (Ken Leung) está fazendo um teste para um papel em um anúncio de pasta de dente. Ele é rejeitado após algumas perguntas iniciais dos roteiristas, porque não é considerado "asiático do leste" o suficiente. Isso começa um vislumbre da decisão de escolha dos produtores de Hollywood, que Liam acredita fortemente estereotipar os homens do leste asiático até o ponto em que é difícil para eles conseguir papéis normais. Liam então pega um ônibus da cidade para casa depois da audição, já que seu carro é rebocado e, lá, ele conhece Adelaide Bourbon (Hayden Panettiere), uma estudante jovem, bonita e do ensino médio. Durante a viagem para casa, Liam descobre que Adelaide estava desenhando uma foto dele. Os dois começam a conversar e Adelaide canta uma música para Liam, e logo eles se tornam amigos. Liam sente culpa por se tornar amigo de uma garota tão jovem e Adelaide depois pede a Liam para ir ao baile com ela. Ele recusa, e isso serve de base para as muitas vezes em que Liam se sente culpado por ter uma amizade com uma garota tão jovem. Seu amigo, Joe Silverman (Joel Moore), é um dos oponentes mais vocais da "amizade", pois Joe expressa sua crença de que nada de bom pode resultar do que está se desenvolvendo entre Liam e Adelaide.
Durante uma cena no início do filme, Liam expressa sua frustração com os estereótipos de homens do leste asiático em Hollywood, já que ele próprio é um ator em dificuldades. Joe lembra a Liam que foi a decisão de Liam abandonar a Universidade Columbia para seguir uma carreira de ator. Na "cena do bar", como é conhecido, Joe desafia Liam a convidar uma mulher caucasiana para sair. Liam critica Joe e a mulher no bar, Georgia (Kathleen Lancaster), porque ela supostamente representa a superficialidade e a busca de status de Hollywood e de mulheres caucasianas nos EUA em geral. Ainda assim, Liam é atraído por Geórgia. No entanto, Liam aceita Joe nessa barra de apostas e senta-se ao lado da Geórgia. Em um pequeno período de tempo, ele é capaz de encantar a Geórgia, dizendo que o nome dela representa o "estado confederado favorito de Liam". Os dois dormem juntos, mas Liam chora depois que seu pai o chama enquanto os dois fazem sexo, ostensivamente porque Liam, embora capaz de fazer sexo com a mulher que ele escolheu, sente uma pontada de vazio por não estar conectado ao seu povo e, em vez disso, sendo atraído para a imagem de sucesso representada por mulheres como Geórgia.
Depois de fazer sexo com Georgia, Liam pega Adelaide para levá-la para a escola. Liam está obviamente em conflito porque se conecta a Adelaide em um nível intelectual, mas não consegue superar a diferença de idade. Liam recebe uma ligação do pai em Nova York, informando que a avó de Liam morreu e deixou para Liam uma pequena casa em Xangai. Liam viaja para Xangai, prometendo ligar para Adelaide diariamente enquanto estiver lá. Ao chegar, ele é recebido pelo primo que fala inglês e que encontrou um casal mais velho para comprar a casa de Liam para ele. Depois de passar uma noite na cidade com seu primo e uma garota chamada Amy (com quem ele não fez sexo), além de uma ligação estranha de Adelaide no hotel, tarde da noite, Liam vai encontrar os compradores de sua casa . Depois de ver a vista de Xangai da casa, Liam escolhe não vender a casa. Enquanto em um bar, ele conhece Micki Yang (Kelly Hu). Micki é inicialmente resistente aos encantos de Liam, mas os dois viajam lentamente por Xangai, fazendo coisas que Liam nunca fez. Micki ainda é um pouca cética em relação a Liam, pois Liam é, de certo modo, estrangeiro em seu país de origem e nunca visitou e sabe pouco sobre sua terra natal. Depois de passar a noite juntos, Liam decide se mudar para a casa de sua avó em Xangai.
Liam retorna a Los Angeles e conta a seus amigos sobre seu plano. Depois de um adeus choroso com Adelaide, ele retorna a Xangai e tenta viver como chinês. Infelizmente, Liam é escolhido pelo namorado gangster de Micki, de quem Liam não estava ciente, depois de descobrir sobre o relacionamento de Liam e Micki. Apontando a criação de Liam nos EUA, o namorado de Micki despeja Liam de uma limusine na chuva no centro de Xangai. Liam é lembrado de seu status semi-estrangeiro, enquanto perambula pelas ruas incapaz de se comunicar com as pessoas ou encontrar o caminho de casa. Liam depois pergunta a Micki sobre seu namorado, e ela responde que só está com ele porque sua família é pobre - sua mãe criou ela e seus numerosos jovens irmãos sozinhos, e isso ajudaria muito sua família a ter acesso a esse dinheiro.
Depois que Micki diz a Liam para voltar para Los Angeles, ele quase vende a casa novamente para o casal de idosos, mas tem outra mudança de humor e decide deixar a casa para Micki, que poderá usar a casa para morar com sua família e, portanto, não será forçada a ficar com o namorado por causa de problemas financeiros. Ele retorna aos EUA para se reconciliar com Adelaide, mas ela o repreende quando está saindo para a França para frequentar a escola de artes. Com uma mensagem confusa de despedida, ela vai para a França e Liam se reconcilia com o pai, arrumando um emprego na Starbucks e auditando com sucesso um anúncio para um tratamento de herpes genital. Mais tarde, Adelaide retorna aos EUA e Liam está preparado para encontrá-la quando chegar ao aeroporto da França. No entanto, enquanto ele se prepara para caminhar para dar-lhe algumas flores, ele vê Adelaide beijando um homem caucasiano enquanto eles se separam. Liam sai do aeroporto e descarta as flores em frustração consigo mesmo. Enquanto ele se prepara para sair, no entanto, Adelaide o considera. Quando ele pergunta sobre o homem no aeroporto, ela informa a Liam que o homem era seu instrutor e que "ele é tão gay quanto um abacaxi". Eles concordam em reiniciar seu relacionamento em uma base mais sólida (se não por outro motivo, porque ela agora é maior de idade), e ele explica que é "insensato com ela". Ela diz a ele "tudo é possível, essa é a beleza de viver". O filme termina com os dois se abraçando do lado de fora do aeroporto com a música "Home" sendo cantada por Hayden Panettiere em segundo plano.

## Elenco
| Actor              | Role             |
| ------------------ | ---------------- |
| Ken Leung          | Liam Liu         |
| Hayden Panettiere  | Adelaide Bourbon |
| Kelly Hu           | Micki Yang       |
| Joel Moore         | Joe Silverman    |
| Oliver Yan         | Ling Ming        |
| James Hong         | Mark Liu         |
| Spencer Redford    | Jessica          |
| Summer Altice      | Virginia         |
| Kathleen Lancaster | Georgia          |
| Byron Mann         | Jai Lee          |